# Aphidecta obliterata
Aphidecta obliterata, или Аришева бубамара, је инсект из реда тврдокрилаца (Coleoptera) и породице бубамара (Coccinellidae).

## Опис
Aphidecta obliterata има беж пронотум на коме је браон шара у облику слова "М". Покрилца су светлосмеђа, окер, жућкаста или ружичаста, некада без икаквих мрља, а понекад са браон или црним зонама. Дугачка је 3,5-5 mm.

## Распрострањење
Присутна је у готово целој Европи, а о распрострањењу у Србији је немогуће говорити јер су налази крајње ретки.

## Станиште
Најчешће живи на планинама, на аришу и смрчи, а у низији обично на јавору. Презимљава испод коре дрвета или у маховини.